# 巌窟ホテル

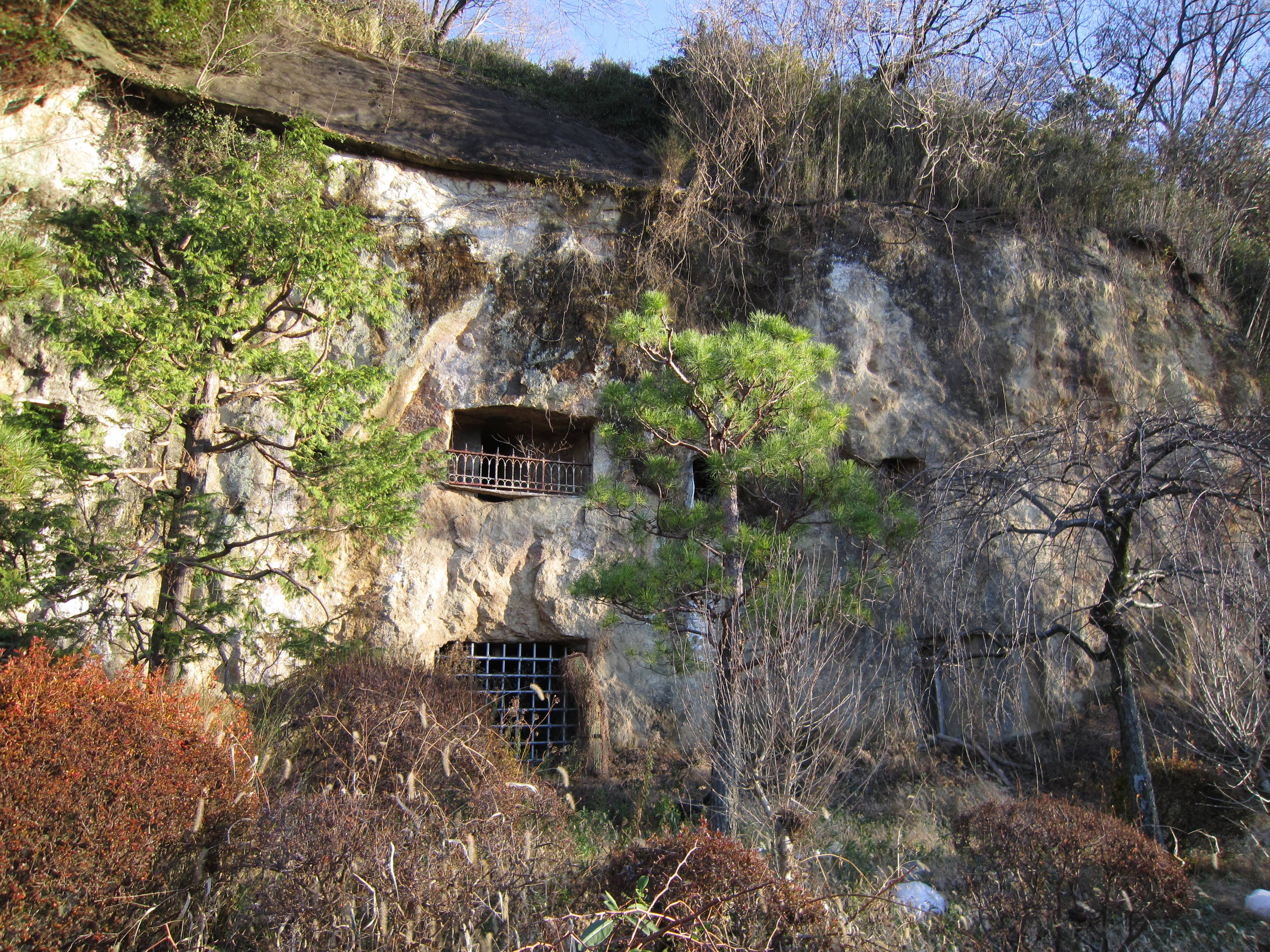
巌窟ホテル

岩窟ホテル（がんくつホテル）とは、埼玉県比企郡吉見町にある切り立った崖に掘られた人工の洞窟である。正式名称は「巌窟ホテル・高壮館」。かつては、近隣の吉見百穴とともに観光名所になっていたが、現在は閉鎖されている。
明治時代後期から大正時代にかけて、農夫・高橋峰吉の手によって掘られたもので、「岩窟掘ってる」が訛って「岩窟ホテル」と呼ばれるようになった。そのため、もともとホテルとして建設されたわけではないが、新聞報道ではホテルとして建設中であると報じられていた。
峰吉は岩窟ホテルを建設する理由について「何等功利上の目的はなく、唯純粋な芸術的な創造慾の満足と、建築の最も合理的にして完全なる範を永く後世の人士に垂れんが為」と述べている。岩窟ホテルは、農民による新たな住居スペースの提案であり、アウトサイダー・アートでもあった。

## 沿革
1858年（安政5年）に農民の子として生まれた高橋峰吉は、野イチゴを放置しておいたところ発酵してアルコールができたという子供のころの経験をきっかけに、穴を掘って酒蔵を作ることを思いつく。明治になって西洋から流入した新しい文化や技術に強いあこがれを抱いた峰吉は、寺子屋で読み書きを教わった以上の教育を受けたことはなかったものの、建築関係を中心に書物を読み漁り独学で知識を身に着けた。
1904年（明治37年）6月に起工、同年9月に実作業に入る。以降、鬼籍に入る1925年（大正14年）8月までの21年間、ノミとつるはしを使い独力で岩窟ホテルを掘り続けた。峰吉の没後しばらくは作業が中断したものの、昭和の初めから息子の奏次が作業を引き継ぎ、1964年(昭和39年)ころまで2階部分の掘削やペイントの補修作業が続けられた。手作業ゆえに一日に掘り進められる距離が30cmと非常に短く、当初から3代150年間の建設期間を予定していたという。
岩窟ホテルのうわさは近郊にまで広がり、大正時代のはじめころには多数の見物人が訪れ、整理券を発行するほどの盛況ぶりだったという。その様子はロンドンタイムズでも報じられた。1927年には堺利彦も小旅行で訪問している。峰吉の死後も見物人は後を絶たず、吉見百穴に並ぶ観光名所となった。
しかし、第二次世界大戦末期、吉見百穴の地下一帯に軍需工場が建設されると、岩窟ホテルもその一部として使用される。その際、軍需工場へ続く通路が新たに掘られている。
終戦後は再び観光名所となるが、1982年（昭和57年）と1987年（昭和62年）の2度の台風被害による崩落によって閉鎖を余儀なくされた。管理をしていた奏次も1987年に亡くなり、以降再開されることなく現在に至る。
2022年現在は、岩窟ホテルの真向かいで奏次の孫夫婦が「岩窟売店」を営んでおり、食事を提供すると共に、岩窟ホテルの写真や資料の展示及び、グッズの販売を行っている。

## デザイン

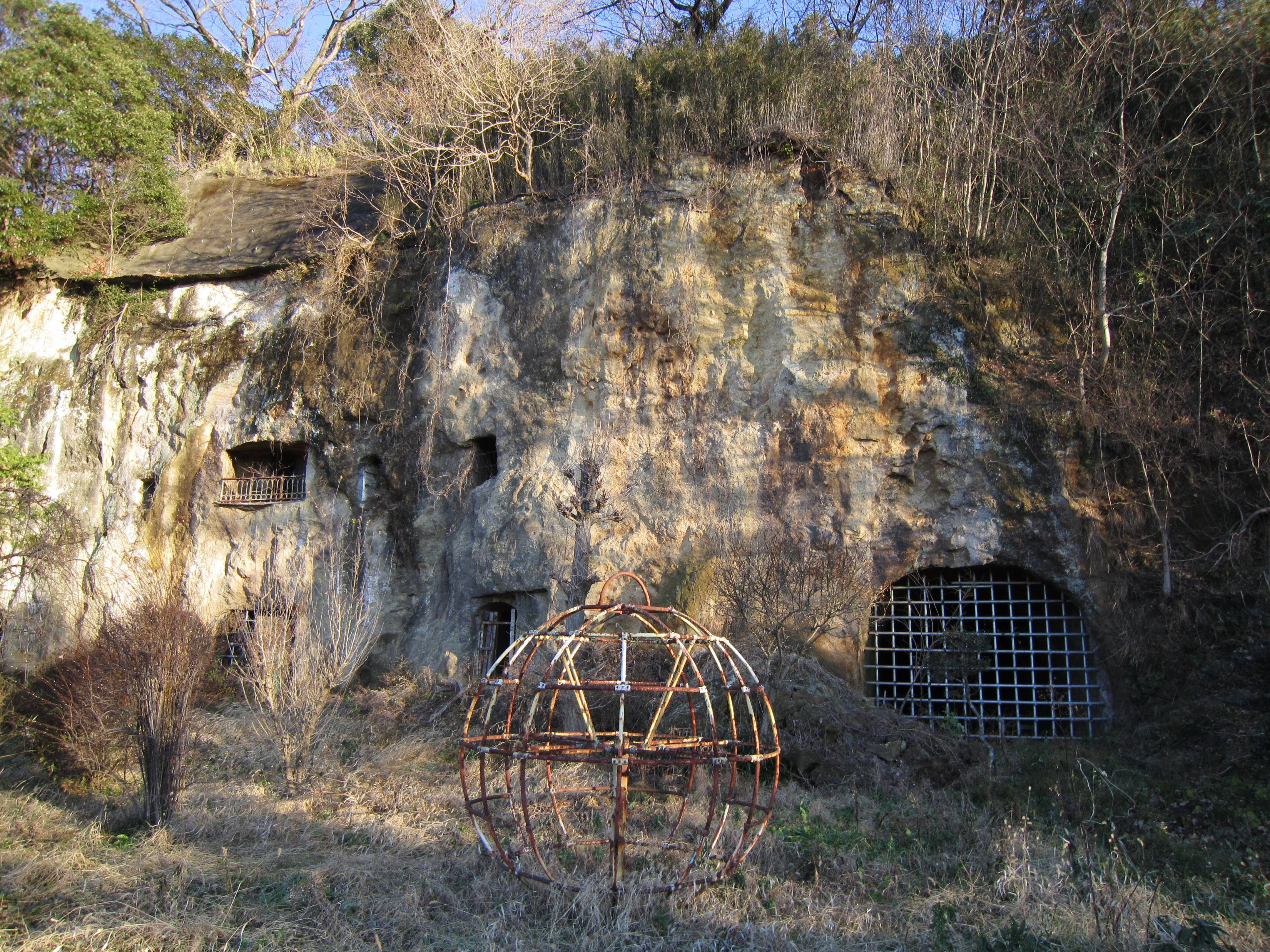
朽ちた遊具

峰吉は岩窟ホテルの建設に当たり、正面外観の立面図を描いているが、そのデザインは間口20間で三階建の洋風建築である。「建築新潮」の取材に対し、峰吉はロマネスク様式をモチーフにしたと答えているが、建築家の佐藤武夫は正当なロマネスクではなく東洋芸術としての民族性を帯びたデザインであると分析している。
岩窟ホテルのある小山はもろい凝灰岩で形成されている。棚や花瓶といった調度品もすべて、岩を削り出して作られており、後から付け加えられたものは一つもない。細かい装飾を施しても崩れてしまうため、壁面は白くペイントしたうえから黒や灰色で模様を描くことで装飾している。

## アクセス
東武東上線東松山駅から川越観光バス鴻巣免許センター行き5分「百穴入口」下車徒歩2分